# 恭元王后
恭元王后洪氏（1298年—1380年），也称明德太后，是南陽人府院君洪奎之女，高丽忠肃王的王妃，忠惠王和恭愍王的母亲，忠肃王即位時娶之，並冊為德妃，受忠肃王寵愛。
後來忠肃王娶靖和宮主亦憐眞八刺後，靖和宮主十分嫉妒她，於是洪氏出居定安公的府第，不過忠肃王經常在深夜臨幸定安公府第，他的二兒子恭愍王被權臣李仁任所指使的內侍和宦官弒殺之後，1380年去世。
她死後，葬於令陵，諡號恭元。